# جاك هوبز (لاعب كرة قدم)
جاك هوبز (بالإنجليزية: Jack Hobbs)‏، من مواليد 18 أغسطس 1988 في بورتسموث في إنجلترا، لاعب كرة قدم إنجليزي.
بدأ مسيرته الكروية مع نادي لينكون سيتي في عام 2005، ولعب معهم مباراة واحدة، ومنذ عام 2005 وهو يلعب مع نادي ليفربول.

## روابط خارجية
- جاك هوبز على موقع قاعدة بيانات كرة القدم.إي يو (الإنجليزية)
- جاك هوبز على موقع Soccerbase.com (لاعب) (الإنجليزية)
- جاك هوبز على موقع Soccerway.com (الإنجليزية)
- جاك هوبز على موقع عالم كرة القدم.نت (الإنجليزية)